# Chargé
Chargé é uma comuna francesa na região administrativa do Centro, no departamento Indre-et-Loire. Estende-se por uma área de 8,45 km². Em 2010 a comuna tinha 1 327 habitantes (densidade: 157 hab./km²).